# Radio astronomija
Radio astronomija ili radioastronomija je grana astronomije koja za ispitivanje nebeskih tijela koristi radio valove valne duljine od 1 milimetar do 30 metara koje propušta Zemljina atmosfera (ionosfera). Prvi su galaktičke radio valove opažali K. G. Jansky, koji je 1932. ustanovio da se njihov izvor nalazi u središtu Mliječne staze, te G. Reber, koji je 1945. izradio radiokartu neba, utvrdivši kao izvore Sunce i Andromedinu galaktiku te druge izvore koji nisu emitirali vidljivo zračenje.
Naglim razvojem tehnike prijama (radio teleskop) omogućeno je snimanje neba na nizu radio valnih duljina. Mjeri se vlastito gibanje i paralaksa radio izvora, a izvori se uspoređuju s njihovim oblicima u drugim dijelovima elektromagnetskog spektra. Obične zvijezde slabi su izvori radio valova, a kao jači se izvori ističu osobita nebeska tijela, veoma gusta i malena, u brzoj vrtnji, kao što su to pulsari, radiogalaktike i kvazari. Ovisnost sjaja radio izvora o njihovu broju otkriva njihov raspored po dubini svemira, što pomaže razumijevanju razvoja svemirskih tijela i svemira u cjelini. Optičkim metodama opaženi su neki radikali i atomske skupine u međuzvjezdanom prostoru (CH-radikal, 1937.; CN i CH+, 1939.), ali su tek spektralne metode radio astronomije omogućile uvid u postojanje niza atomskih skupina, sve do složenih organskih molekula, na primjer CH3CHO, HNCO, kao i niza anorganskih vrsta poput SiO, H2S, H2O, SO i tako dalje.
U takozvanom mikrovalnom području (milimetarske do centimetarske valne duljine) bilježi se vrlo slabo mikrovalno pozadinsko zračenje koje pristiže s cijeloga neba, spektar mu je toplinski za temperaturu od 2,725 K, a razlike nisu veće od 0,1%. Zračenje su otkrili A. A. Penzias i R. W. Wilson 1965. Ono potječe iz ranijega doba svemira, kada se nakon velikoga praska visokotemperaturni ionizirani plin (koji je za zračenje nepropustan) ohladio na temperaturu pri kojoj su nastali neutralni atomi, pa se zračenje moglo slobodno širiti prostorom. Zbog širenja ili ekspanzije svemira, gustoća zračenja i njegova temperatura pali su na današnju vrijednost. Iz malih razlika jakosti zračenja ustanovljeno je gibanje Galaktike u smjeru zviježđa Lava brzinom od 600 000 m/s (600 km/s). Na temelju inih svojstava zračenja zaključilo se da svemirski prostor ima euklidsku geometriju. 
Radio astronomija uključuje i radarsku astronomiju, aktivno istraživanje tijela Sunčeva sustava s pomoću radara; mjerenjem vremena potrebnoga za povrat radio vala koji se odrazio od ispitivanoga tijela, kao i mjerenjem jakosti i polarizacije odraženoga radio vala. Razvijen u Drugom svjetskom ratu, radar je u astronomiji najprije bio upotrijebljen za točno mjerenje Mjesečeve udaljenosti (madžarski i američki astronomi 1948.), njegova gibanja, te za praćenje meteorskih tragova. Otkriveni su dnevni meteorski rojevi i ustanovljeno je da svi meteori pripadaju Sunčevu sustavu. Nadalje, određivane su udaljenosti planeta, periodi njihove vrtnje (prvo točno mjerenje Merkurova i Venerina perioda vrtnje), dimenzije, reljefne značajke i svojstva tala na površinama planeta. Radari i radarski visinomjeri postavljani su na mnogim svemirskim letjelicama. Do sada su tako ispitivani Venera i Mars, sateliti Jupitera i Saturna, te neki planetoidi.
Radio astronomija je povezana s korištenjem velikih antena, koje se nazivaju radio teleskopi, koji se mogu koristiti ili pojedinačno, ili više njih povezanih zajedno, korištenjem tehnike radio interferometrije i sintezom objektiva. Korištenje interferometrije s više radio teleskopa, omogućuje radio astronomima da postignu visoku kutnu rezoluciju, jer dobivena slika više ovisi o udaljenosti između radio teleskopa, a ne toliko o veličini samih pojedinih radio teleskopa (dugobazična interferometrija). 

## Povijesne činjenice
I prije nego što je Jansky promatrao Mliječni put 1930., fizičari su pretpostavljali da bi mogli primijetiti radio valove s nebeskih tijela. J. C. Maxwell je 1860-tih, kroz Maxwellove jednadžbe pokazao da elektromagnetsko zračenje je povezano s elektricitetom i magnetizmom, i može postojati na bilo kojoj valnoj duljini. Nekoliko pokušaja je napravljeno da se otkrije radio emisija sa Sunca, pokusima koje su radili N. Tesla i O. J. Lodge, ali nisu uspjeli otkriti ništa, zbog tehničkih ograničenja njihovih uređaja. 
K. G. Jansky je otkrio prvi astronomski izvor radio valova uz malo sreće. 1930-tih je bio inženjer u Bell Labs, i proučavao je kratke radio valove (3 – 30 MHz), za prijenos signala na druge kontinente. Koristeći usmjerenu antenu, Jansky je primijetio jedan signal nepoznatog porijekla i to je najjači bio svakih 24 sata. Na kraju je otkrio da signal dolazi iz zviježđa Strijelac 1933.
Na osnovu tog proučavanja, G. Reber je napravio 1937. prvi parabolički radio teleskop, promjera 9 m, u svom vlastitom dvorištu. 1942. su otkrivene prve radio emisije sa Sunca. 1950-tih na Sveučilištu Cambridge su napravili prve katalogneba, s radio izvorima. 

## Način rada
Radio astronomi koriste razne tehnike da promatraju nebeska tijela u radio spektru. Da bi se složila slika nekog dijela neba, potrebno je napraviti više pojedinačnih pretraživanja s preklapanjem, da bi se slika kasnije složila u mozaik. Promatranja sa Zemljine površine je ograničeno s valnim duljinama koje mogu proći kroz atmosferu. Kod malih frekvencija, ili velikih valnih duljina, prijem signala je ograničen s ionosferom, koja reflektira radio valove nižih frekvencija od karakteristične frekvencije plazme. Kod viših frekvencija, vodena para ometa prijem. Zato se u zadnje vrijeme radio teleskopi postavljaju u veoma visokim i suhim područjima, kao na primjer pustinja Atacama u Čileu.

## Radio teleskopi
Radio teleskopi trebaju biti vrlo veliki da bi primili signal, zbog niskog odnosa poslanog signala i primljenog signala. U odnosu na optičke teleskope, njihov promjer objektiva treba biti puno veći, zbog veće valne duljine. Na primjer, optički teleskop s 1 metar promjera objektiva, je 2 000 000 puta veći od valne duljine svjetlosti i to daje rezoluciju od 0,3 kutne sekunde. Za istu vidljivost, radio teleskop bi trebao imati razlučivanje ili rezoluciju od 30 kutnih minuta, a to je puni Mjesec na nebu.

## Radio interferometrija
Zbog teškoća s postizanjem visoke razlučivosti s jednim radio teleskopom, 1946. se razvila radio interferometrija. Današnji radio interferometri koriste udaljene radio teleskope, povezane s koaksijalnim kabelima, vodičima valova, optičkim vlaknima i ostalim prijenosnim sredstvima. Početkom 1970-tih, s poboljšanjem stabilnosti prijema radio teleskopa, otvorila se mogućnost povezivanja primljenog signala iz cijelog svijeta. Umjesto korištenja fizičkog povezivanja antena, primljeni podaci su se mogli složiti zajedno, koristeći isto vrijeme, obično uz pomoć atomskog sata. Kod visokih frekvencija, i korištenjem velikih udaljenosti između radio teleskopa, moguća je sinteza od 1 kutne milisekunde. 
Tako danas imamo u Sjevernoj Americi mrežu radio teleskopa koje nazivamo Very Long Baseline Array i drugu mrežu European VLBI (eng. Very Long Baseline Interferometry), s radio teleskopima u Europi, Kini, Južnoj Africi i Porto Riku. Obično te dvije mreže rade posebno, ali ponekad promatraju i zajedno, kao globalni VLBI. Postoji još i VLBI mreža u Australiji.

## Radio izvori
Najznačajniji izvori radio valova koji se promatraju su:
- Sunce;
- Zviježđe Strijelac A, koji je i galaktički centar Mliječne staze;
- Aktivne galaktičke jezgre i pulsari, koji imaju električki nabijene čestice koje emitiraju sinhrotronu radijaciju;
- Jata galaksija u spajanju, koje emitiraju difuzne radio emisije;[6]
- Ostatke supernova koje isto pokazuju difuzne radio emisije;
- Kozmičko mikrovalno pozadinsko zračenje, a to je radio emisija crnog tijela;
- Jupiter.

## Najpoznatiji radio teleskopi
- Zvjezdarnica Arecibo
- Green Bank radio teleskop
- Effelsberg radio teleskop
- Sardinija radio teleskop
- Parkes radio teleskop

## Vanjske poveznice
- nrao.edu National Radio Astronomy Observatory
- The History of Radio Astronomy  Arhivirana inačica izvorne stranice od 2. veljače 1999. (Wayback Machine) * Reber Radio Telescope - National Park Services  Arhivirana inačica izvorne stranice od 23. listopada 2012. (Wayback Machine)
- Radio Telescope Developed  Arhivirana inačica izvorne stranice od 7. ožujka 2004. (Wayback Machine) - a brief history from NASA Goddard Space Flight Center
- Society of Amateur Radio Astronomers